# Lennart Wing
Lennart Wing (Göteborg, 7 agosto 1935) è un ex calciatore svedese, di ruolo difensore.

## Carriera

### Giocatore

#### Club
Ha giocato nella prima divisione svedese ed in quella scozzese.

#### Nazionale
Tra il 1961 ed il 1965 ha giocato 36 partite nella nazionale svedese.

### Allenatore
Nel 1976 ha allenato l'Örgryte.